# BMW R 50/2
BMW R 50/2 – produkowany od 1960 do 1969 dwucylindrowy (bokser) motocykl firmy BMW będący rozwinięciem modelu R 50.

## Konstrukcja
Dwucylindrowy górnozaworowy silnik z jednym wałkiem rozrządu napędzanym kołem zębatym, w układzie bokser o mocy 26 KM wbudowany wzdłużnie zasilany 2 gaźnikami 1/24/45-1/24/46 o średnicy gardzieli 24mm. Suche sprzęgło jednotarczowe połączone z 4-biegową, nożnie sterowaną skrzynią biegów. Napęd koła tylnego wałem Kardana. Rama ze spawanych elektrycznie rur stalowych z zawieszeniem wahaczowym obu kół. Z przodu i tyłu zastosowano hamulce bębnowe o średnicy 200mm.  Prędkość maksymalna 140 km/h.